# Fausto Lourenço
Fausto Jorge Dias Lourenço (sinh ngày 19 tháng 1 năm 1987), hay đơn giản Fausto, là một cầu thủ bóng đá người Bồ Đào Nha thi đấu cho S.C. Freamunde ở vị trí tiền đạo.

## Sự nghiệp bóng đá
Fausto sinh ra ở Miranda do Corvo, Coimbra. Là một cầu thủ trẻ không thành công ở FC Porto, anh bắt đầu sự nghiệp chuyên nghiệp với Académica de Coimbra, nhưng chưa bao giờ ra mắt chính thức cho đội tuyển, khi luôn được cho mượn đến các đội bóng hạng ba như G.D. Tourizense và Anadia FC.
Vào tháng 7 năm 2008, Fausto chuyển đến Bulgaria cùng với PFC Lokomotiv Mezdra tại A PFG, ra sân thường xuyên và không thể ghi bàn, câu lạc bộ về đích thứ 8. Các năm sau, anh thi đấu ở Síp và Thụy Sĩ, nhưng cũng không gây được ấn tượng.